# Cryptophyllium
Cryptophyllium (лат.) — род насекомых семейства листотелов отряда привиденьевых, описанный в 2021 году. Его ареал, вероятно, известен не полностью, но включает южный Китай, Шри-Ланку, Индокитай, Малезийскую область и острова западной части Тихого океана.

## Описание
Несколько видов ранее были отнесены к роду Phyllium (подрод Phyllium), который очень на них похож. У самок Cryptophyllium обычно есть усики с короткими дискообразными четвертыми сегментами, которые как минимум в три раза шире, чем их длина, и короче любого из следующих трех сегментов. У Phyllium четвертый сегмент усиков имеет такую же высоту, как и ширину, и имеет такую же высоту, как и длина каждого из следующих трех сегментов. длина тела самок 77—107 мм, самцов — около 55—89 мм.

## Виды

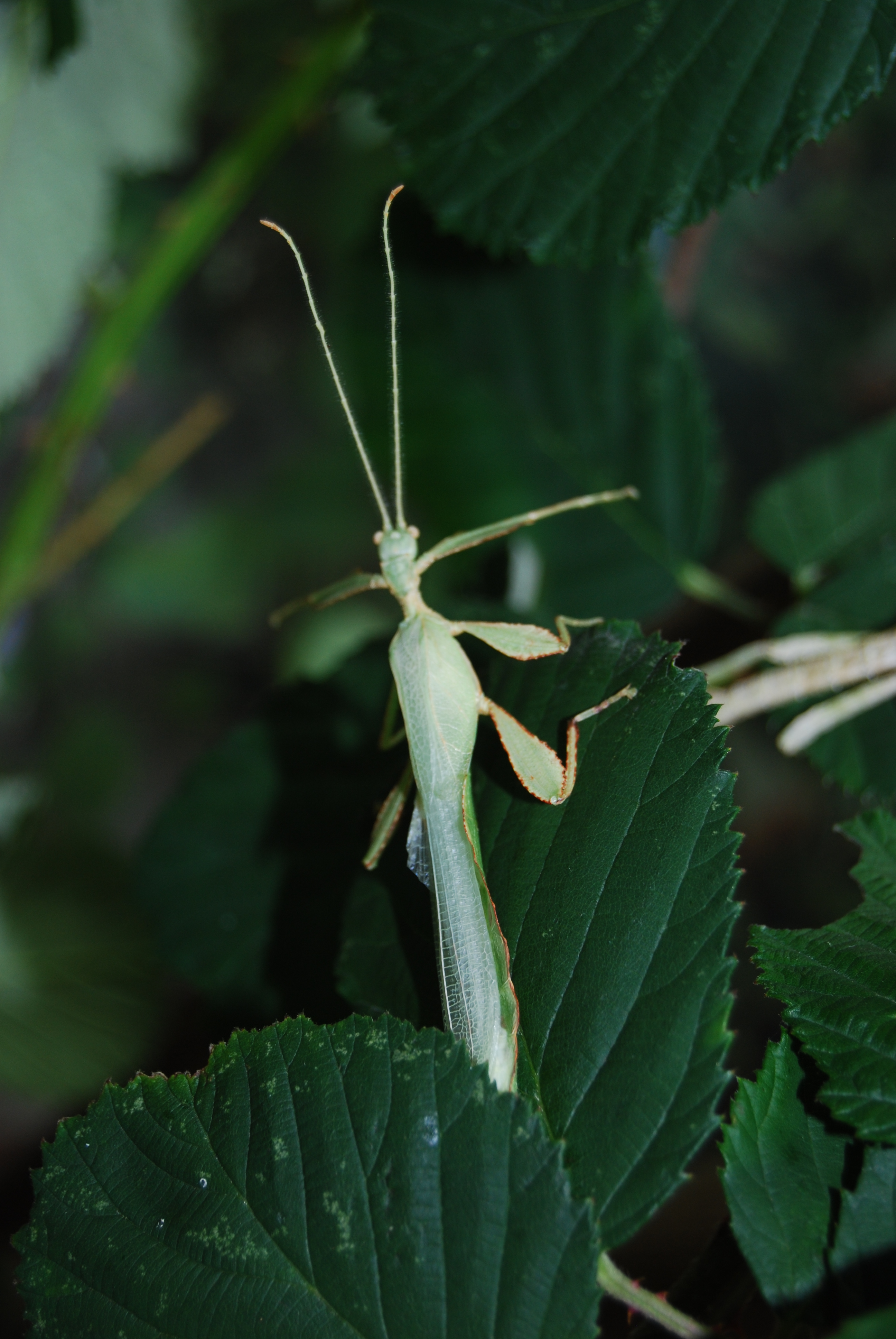
Cryptophyllium westwoodii, самец

По состоянию на июль 2021 года в Phasmida Species File перечислены:
- Cryptophyllium animatum Cumming, Bank, Bresseel, Constant, Le Tirant, Dong, Sonet & Bradler, 2021
- Cryptophyllium athanysus (Westwood, 1859)
- Cryptophyllium bankoi Cumming, Bank, Bresseel, Constant, Le Tirant, Dong, Sonet & Bradler, 2021
- Cryptophyllium bollensi Cumming, Bank, Bresseel, Constant, Le Tirant, Dong, Sonet & Bradler, 2021
- Cryptophyllium celebicum (de Haan, 1842) typus
- Cryptophyllium chrisangi (Seow-Choen, 2017)
- Cryptophyllium daparo Cumming, Bank, Bresseel, Constant, Le Tirant, Dong, Sonet & Bradler, 2021
- Cryptophyllium drunganum (Yang, 1995)
- Cryptophyllium echidna Cumming, Bank, Bresseel, Constant, Le Tirant, Dong, Sonet & Bradler, 2021
- Cryptophyllium faulkneri Cumming, Bank, Bresseel, Constant, Le Tirant, Dong, Sonet & Bradler, 2021
- Cryptophyllium icarus Cumming, Bank, Bresseel, Constant, Le Tirant, Dong, Sonet & Bradler, 2021
- Cryptophyllium khmer Cumming, Bank, Bresseel, Constant, Le Tirant, Dong, Sonet & Bradler, 2021
- Cryptophyllium limogesi Cumming, Bank, Bresseel, Constant, Le Tirant, Dong, Sonet & Bradler, 2021
- Cryptophyllium liyananae Cumming, Bank, Bresseel, Constant, Le Tirant, Dong, Sonet & Bradler, 2021
- Cryptophyllium nuichuaense Cumming, Bank, Bresseel, Constant, Le Tirant, Dong, Sonet & Bradler, 2021
- Cryptophyllium oyae (Cumming & Le Tirant, 2020)
- Cryptophyllium parum (Liu, 1993)
- Cryptophyllium phami Cumming, Bank, Bresseel, Constant, Le Tirant, Dong, Sonet & Bradler, 2021
- Cryptophyllium rarum (Liu, 1993)
- Cryptophyllium tibetense (Liu, 1993)
- Cryptophyllium wennae Cumming, Bank, Bresseel, Constant, Le Tirant, Dong, Sonet & Bradler, 2021
- Cryptophyllium westwoodii (Wood-Mason, 1875)
- Cryptophyllium yapicum (Cumming & Teemsma, 2018)
- Cryptophyllium yunnanense (Liu, 1993)